# Departament de Cerro Largo
Cerro Largo (en castellà i oficialment Departamento de Cerro Largo) és un departament de l'Uruguai, al nord-est del país. Limita a l'oest amb Durazno, al nord amb Rivera i Tacuarembó, a l'est amb el Brasil, i al sud amb el departament de Treinta y Tres.
Té 13.648 km² de superfície, el que el converteix en el quart departament més gran de l'Uruguai, i una població estimada de 89.564 habitants segons el cens de 2004. La capital departamental és la ciutat de Melo, ubicada a 387 km de Montevideo.

## Història
El 1795, el capità d'infanteria Agustín de la Rosa, fundaria la vila de Melo en l'extrem oriental del riu Tacuarí.
Aquest assentament va suposar un refugi per a la guàrdia militar i un camp de batalla entre els colons espanyols, els indígenes i els portuguesos. La seva ubicació geogràfica sempre va desencadenar polèmica davant les pretensions de l'Imperi lusità sobre el territori.
Els enfrontaments armats i les sagnants lluites desencadenades a Melo i els seus voltants, van portar a la formació d'un grup de soldats que actuarien en defensa de la terra i que serien coneguts com la Divisió de Cerro Largo.
Poc després, aquest grup d'homes amb divisa vermella o blanca, va fer història en una infinitat de combats de vital importància per al futur de la nació. Alguns d'ells van tenir lloc el 1810, en l'apogeu independentista i el 1910, quan es va produir el final de l'era revolucionària. La comesa de Cerro Largo, com a comando de l'Exèrcit i com a departament, sempre ha estat la de protegir la integritat cultural, ètnica i moral de l'Uruguai respecte a les influències regionals. Un clar exemple de l'antedit és la permanència del castellà com a llengua oficial front al portuguès, i l'estil nacional front a l'estranger, si bé existeixen clares influències brasileres en l'àrea departamental, més en concret en ciutats frontereres com Río Branco.

## Geografia
L'àrea del departament és una mica extensa i rica en recursos naturals. Forma part de la franja oriental de l'Uruguai, al costat de Treinta y Tres, Rocha (al sud-est) i Rivera. La vegetació predominant és la prada estival, i és possible trobar zones forestals compostes d'ombúes, pins, eucaliptus platanus hispanica, cedres i salzes.

### Orografia
El terreny de Cerro Largo tendeix a ser pla i lleugerament humit en les proximitats de la llacuna Merín. També es troba esquitxat d'algunes zones d'alt relleu com la serra d'Aceguá (composta de roques granítiques i massisses), la Cuchilla Grande (les Cuchillas, a l'Uruguai, són cadenes de turons) – que travessa al departament de nord-est en sud-oest –, el Cerro Largo, i els turons dels Cuentas, Guazunambí i Tupambaé.
Són abundants els sediments litològics variables com sorres fines i mitges, conglomeràdicas, llims, argila i lodolitas de l'Era Cenozoica, i jaciments sorrencs, dunes, torberes i restes basàltiques en menor mesura.

### Hidrografia
El departament compta amb importants cursos fluvials i banyats que serveixen d'abastament intern i com a límit natural en algunes de les seves fronteres. La Cuchilla Grande divideix a les conques de la Llacuna Merín i el Riu Negre. Altres rius i rierols de singular importància són el Tacuarí, el Parao i el Yaguarón que separa Cerro Largo de la República Federativa del Brasil.
A determinats sectors podem trobar inundacions, estanys i terres baixes que es presten al cultiu d'arròs i a la cria extensiva de peixos.

### Clima
El clima és temperat i humit, amb una temperatura que oscil·la entre els 17 o 18 °C mitjana i un índex de precipitacions que va dels 1.100 als 1.200 mm anuals. Per aquest motiu Cerro Largo és una de les regions uruguaianes que es veuen més afectades per la caiguda de pluges i de creixents inundacions.

### Demografia i població
Conforme al cens de 2004, havien 86.564 habitants i 28.140 habitatges en el departament. La mitjana de nombre de persones per llar era de 3,2 integrants. Per cada 100 dones havien 97,2 homes. Els informes duts a terme per l'Institut Nacional d'Estadística (INE) de l'Uruguai revelen que per a l'any 2025, la població total de Cerro Largo serà de 98.887 habitants.
- Taxa de creixement poblacional: 0,152% (2004)
- Taxa de natalitat: 17,29 naixements/1.000 persones (2004)
- Taxa de mortalitat: 8,98 morts/1.000 persones
- Mitjana d'edat: 31,6 (31,1 homes, 32,2 dones)
- Esperança de vida en néixer (2004):

- Mitjana de fills per família: 2,58 fills/dona
- Ingrés per capita mensual (en ciutats de 5.000 o més habitants): 3.208,5 pesos uruguaians/mes

Creixement poblacional (habitants des de 1852 a 2004):
- 1852: 6.451
- 1860: 17.475
- 1908: 44.742
- 1963: 71.023
- 1975: 74.027
- 1985: 78.416
- 1996: 82.510
- 2004: 86.564

### Centres urbans

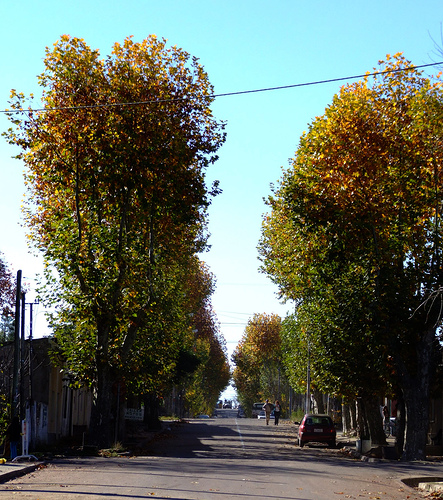
Entrada de la tardor a Melo, Cerro Largo

Les ciutats més importants de Cerro Largo són: Melo, la capital; Río Branco, port comercial confronta amb el Brasil; i Fraile Muerto, un poble agrari. A continuació s'ofereix una llista d'aquelles ciutats o pobles amb una població superior a 1.000 habitants segons el cens de 2004, llevat que s'indiqui una data diferent:
| Ciutat/Poble   | Població     |
| -------------- | ------------ |
| Aceguá         | 1.432 (1996) |
| Fraile Muerto  | 3.223        |
| Isidoro Noblia | 1.964 (1996) |
| Melo           | 47.189       |
| Ramón Trigo    | 1.964 (1996) |
| Río Branco     | 14.764       |

Altres nuclis de població són Águila, Aguirre, Arévalo, Bañado de Medina, Buena Vista, Cañada Sauce, Cañitas, Cruz de Piedra, Fernández, La Esperanza, La Lata, La Micaela, La Mina, La Pedrera, Las Ratas, Minuano, Nando, Paso del Centurión, Paso Pereira, Peñarol, Puerto Amaro, Mangrullo, Puntas del Parao, San Servando, Soto, Tupambaé, Villa Viñoles.

## Economia
La ramaderia és la principal font econòmica del departament, i es concentra principalment en els guanyats oví i boví. Aquesta activitat ha disminuït en virtut de l'aparició de noves prades artificials i camps fertilitzats. La pesca, l'explotació d'argila i la silvicultura són també representatives.
L'agricultura es troba en tercer lloc en l'escala, destacant el blat de moro, el blat, la soia, fruits, cítrics i cep. Finalment es podria ressaltar que la indústria de Cerro Largo és bastant pobre o mancat en molts aspectes, girant sol entorn d'un frigorífic, algunes poques bodegues i a una sèrie de lleteries.

## Comunicacions
Cerro Largo compta amb bones carreteres. La principal de totes elles és la ruta nacional núm. 8  (també coneguda com la ruta del General Juan Antonio Lavalleja), que va des de Montevideo fins a Aceguá, en el límit amb Brasil.
D'importància no menor és la ruta nacional núm. 7, o d'Aparicio Saravia, que també neix a la capital nacional i mor en Centurión (a la franja fronterera uruguaià-brasilera), intersectant amb la ruta vuit a la ciutat de Melo.
Altres vies terrestres de transport es presenten a continuació:
Nord:
- Ruta 44 (neix en la ruta 7 a pocs quilòmetres de Melo, i acaba en la ruta 6 a Rivera)

Oest:
- Ruta 6 (abraça Treinta y Tres, Cerro Largo i Rivera)

Oest/Est:
- Ruta 26 (de Paysandú a Cerro Largo. Passa per Melo)

Sud:
- Ruta 18 (Treinta y Tres – Cerro Largo)

El ramal ferroviari que uneix Melo amb Nico Pérez passant per les principals localitats del departament es troba clausurat des de 1991. Actualment l'únic tram ferroviari en operació al departament és el que arriba a Río Branco des de Montevideo via Nico Pérez i Treinta y Tres.
El departament disposa a més d'un aeroport nacional i regional (a Melo), hidrovíes a la llacuna Merín, i un port comercial i industrial a Río Branco, un centre urbà limítrof amb la ciutat brasilera de Yaguarón, a l'estat de Rio Grande do Sul.

## Govern
D'acord amb l'article 262 de la Constitució de la República, en matèria d'administració departamental: 
| « | el Govern i Administració dels Departaments, a excepció dels serveis de seguretat pública, seran exercits per una Junta Departamental i un Intendent. Tindran la seva seu a la capital de cada departament i iniciaran les seves funcions seixanta dies després de la seva elecció. A més, l'Intendent, amb acord de la Junta Departamental, podrà delegar en les autoritats locals l'exercici de determinades comeses en les seves respectives circumscripcions territorials(...). | » |

La Intendència Municipal de Cerro Largo és l'òrgan executiu i legislatiu suprem en el departament. L'intendent és qui encapçala al poder executiu i és elegit pel poble departamental per exercir per un període no superior als quatre anys de durada. Pot, a més, ser reelegit.
El Poder Legislatiu ho assumeix la Junta Departamental, composta per edils, que formen part dels comicis i es proposen a debatre sobre qüestions relacionades a tarifes, aranzels, obres públiques i matèria educativa, així com del percentatge de capital destinat de les esmentades tasques.
L'actual Intendent municipal és Ambrosio Barreiro, pertanyent al Partit Nacional, i que romandrà en el càrrec fins a l'any 2009.

## Educació i cultura

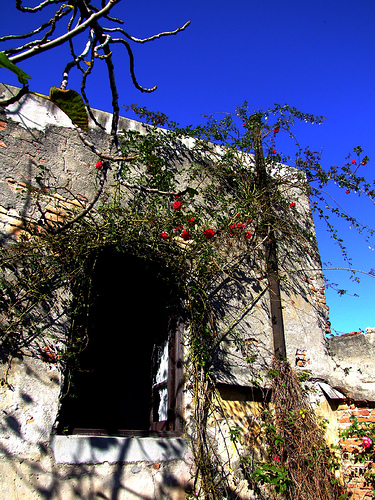
Residència de Juana de Ibarbourou. Funciona actualment com a museu.

L'ensenyament primari i secundari (sol fins al batxillerat) és de caràcter obligatori per a tots els ciutadans, igual com en la resta del país. Hi ha un bon nombre d'escoles rurals i urbanes, havent-hi almenys un centre d'instrucció pública a gairebé totes les localitats de Cerro Largo. No obstant això, al voltant del 67% dels nens matriculats en aquests establiments ho fan en condicions desfavorables, i amb prou feines un 7% ho fa en una situació econòmica o social estable.
L'educació universitària corre per compte de la Universitat del Treball de l'Uruguai (UTU), i d'alguns instituts dedicats a la formació de docents de primària i secundària, així com diversos cursos pràctics orientatius al sector de serveis i salut pública.
En l'àmbit cultural, el departament sempre ha estat el bressol de brillants talents literaris com la mítica Juana de Ibarbourou (també sobrenomenada Juana d'Amèrica), Emilio Oribe, Casiano Monegal, Pedro Martins Marins i Justino Zavala Muniz.
No en va, el 1988 es va crear un taller artístic que operaria a través de l'Associació d'Escriptors de Cerro Largo, una institució orientada a promoure l'art literari a la regió, i que ha convocat nombrosos certàmens de literatura en el que han participat joves escriptors d'altres departaments i de països membres del Mercosur. Els participants tenen el grat de presenciar la publicació de les seves obres i són convidats a diverses reunions locals i internacionals.